# 磨坊城市博物館
磨坊城市博物館（英語：Mill City Museum）是位於美國明尼阿波利斯的一座历史博物館。

## 历史
博物館開業於2003年，曾是一座麵粉工廠。博物館主要展示有關明尼阿波利斯的歷史，特別是有關明尼阿波利斯利用水力部分的歷史。博物館利用的麵粉廠建築的歷史可以追溯至1870年代。 博物馆陈列着明尼阿波利斯的历史、面粉加工机械、水实验室和烘焙实验室。

## 画廊

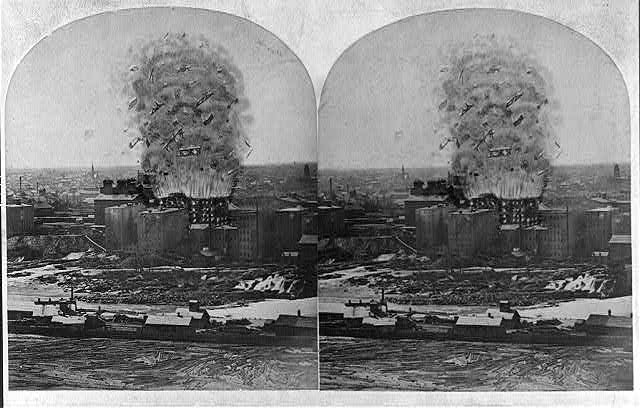
1878年绘制的磨坊灾害立体画
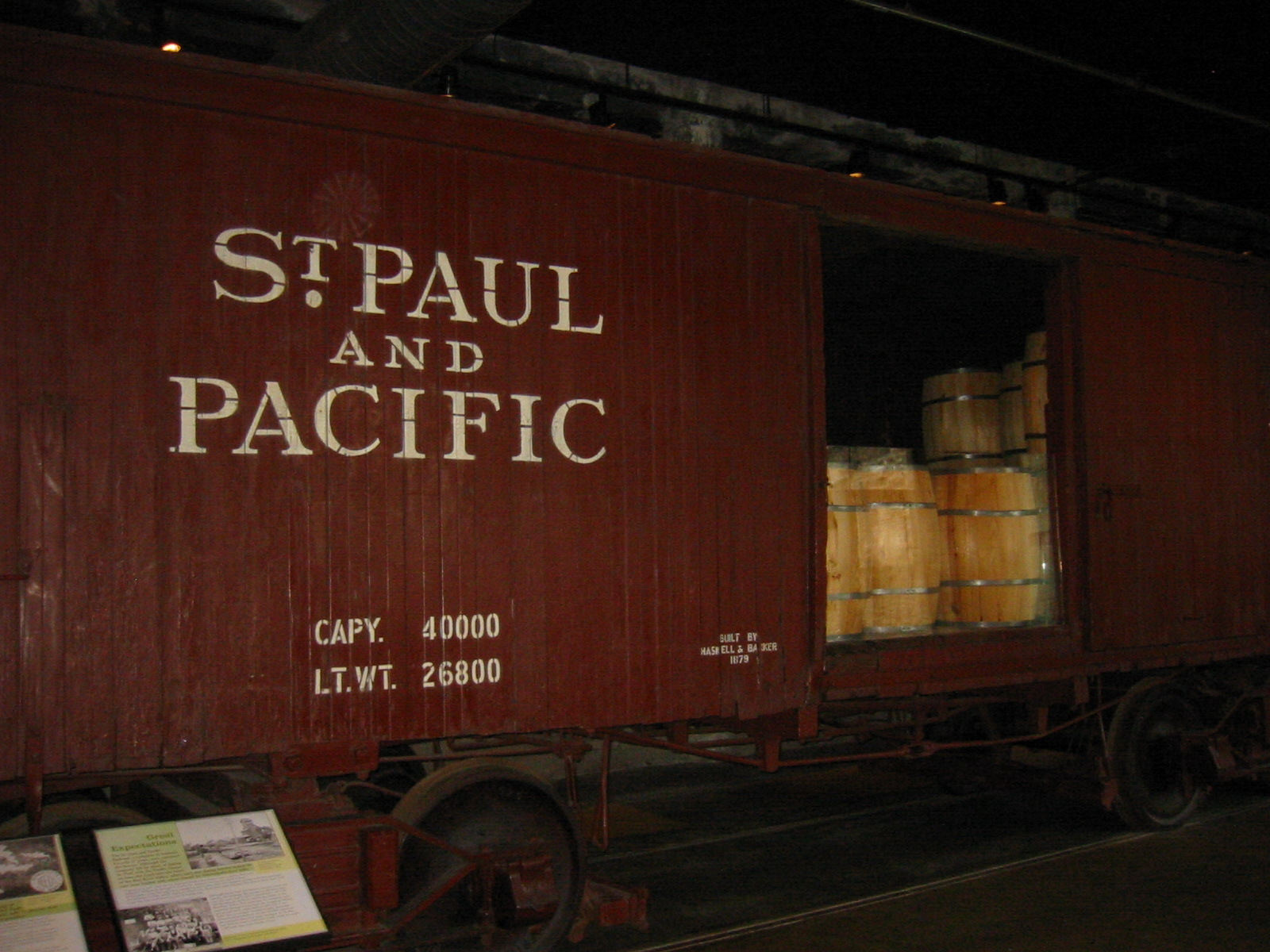
1879年的画作，展示一个棚车如何通过铁路运输把小麦送到磨坊，把面粉送到市场
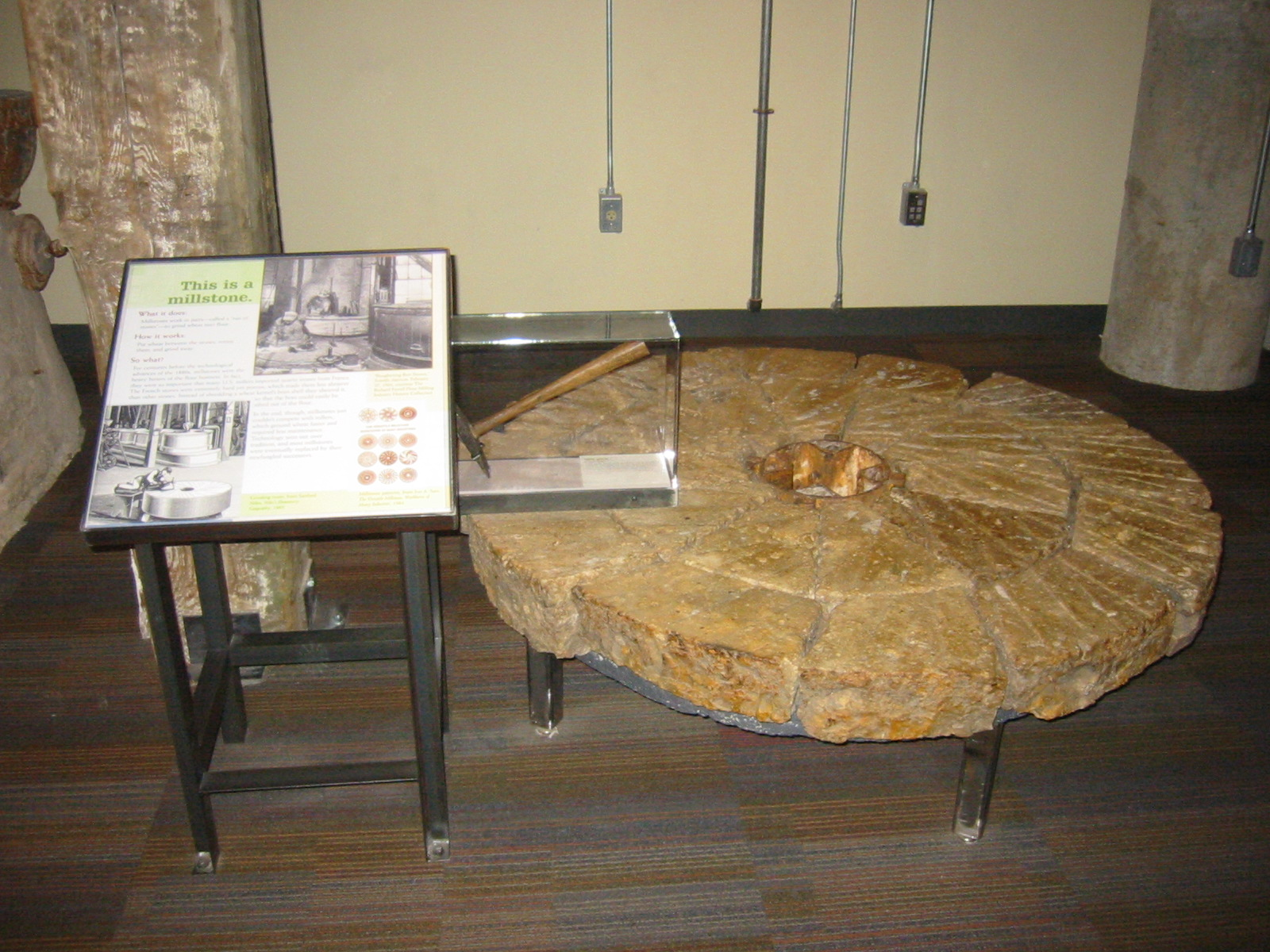
在以前的面粉加工过程中使用的石磨
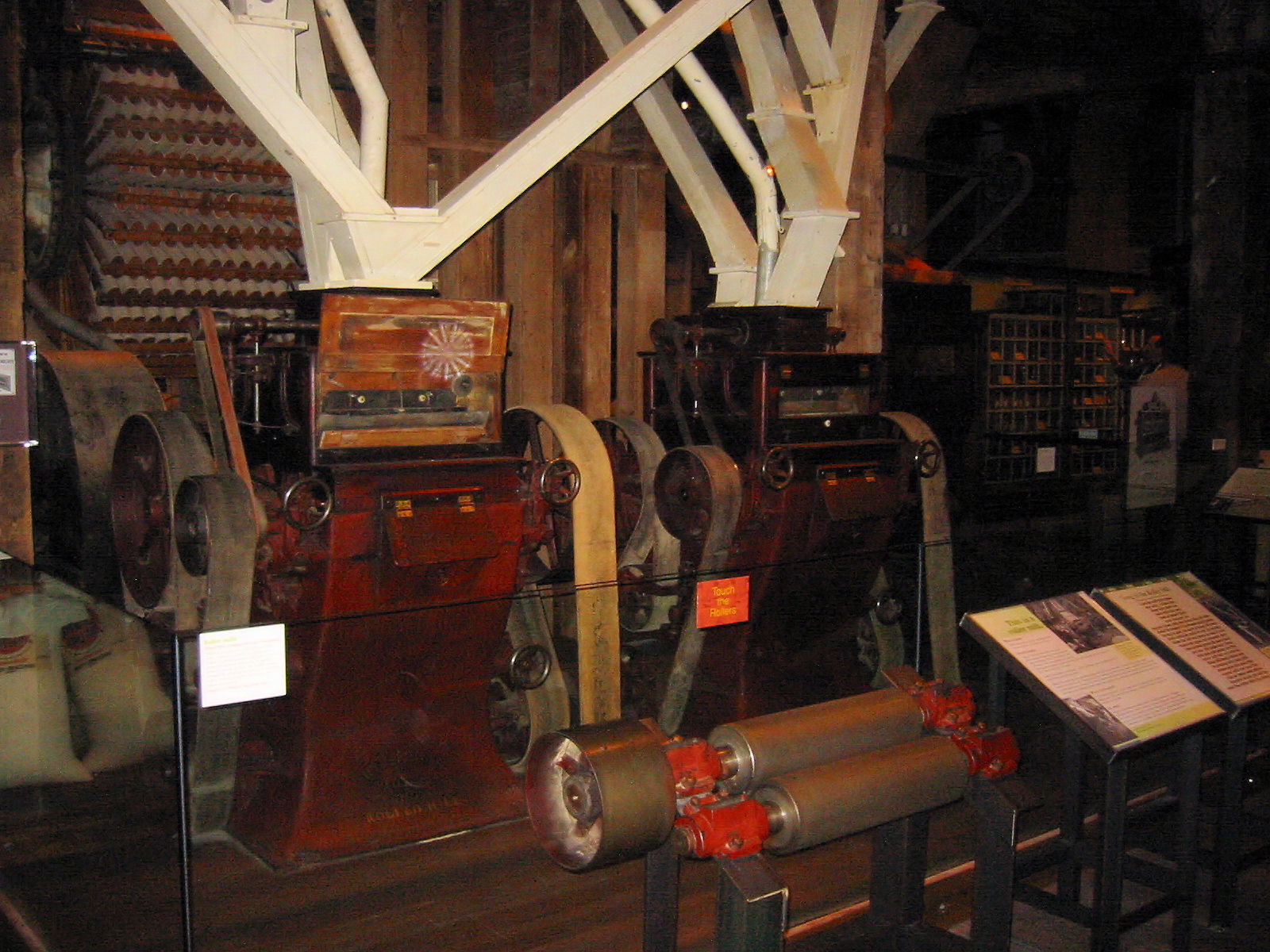
在以前的面粉加工过程中使用的器具

## 外部連結
- Mill City Museum Homepage （页面存档备份，存于）
- Mill City History Portal （页面存档备份，存于）